# Lillejuleaften
Lillejuleaften er en dag der falder den 23. december - altså dagen før Juleaften. 

## Baggrund
Traditionelt set er Lillejuleaften blevet brugt til at fejre at man har fået afsluttet sine forberedelser frem mod juledagene. Alt skulle gerne afsluttes inden julens fejring, og især på landet stod man selv for alt, herunder slagtning, bagning, lysestøbning med mere, men også rengøring og personlig hygiejne skulle være klaret.
Dagen har ikke noget med kirken at gøre og aftenen har traditionelt været brugt til blandt andet kagebagning, og i nyere tid også at lave risengrøden til den traditionelle risalamande, mens mange også bruger dagen til at pynte juletræet.